# Kapsel (Geometrie)

Links eine zweidimensionale Orthogonalprojektion, rechts eine dreidimensionale, die eine Kapsel darstellt

Eine Kapsel (von lateinisch capsula ‚kleine Kiste oder Truhe‘) oder ein Stadium der Drehung ist eine dreidimensionale geometrische Grundfigur, die aus einem Zylinder mit halbkugelförmigen Enden besteht. Ein anderer Name für diese Form ist Sphärozylinder.
Es kann auch als Oval bezeichnet werden, obwohl die Seiten (vertikal oder horizontal) gerade parallel sind.

## Verwendungen
Die Figur wird für einige Objekte verwendet, wie Druckbehälter, Fenster von Orten wie einem Jet, Softwareknöpfe, Gebäudekuppeln (wie das Innere des US-Kapitols, bei dem die Fenster des Zylinders, die die Apotheose von Washington darstellen, das Aussehen der Figur hat, platziert in einem omnidirektionalen Muster), Spiegel und pharmazeutischen Kapseln.
In Chemie und Physik wird diese Figur als Grundmodell für nicht sphärische Teilchen verwendet. Sie erscheint insbesondere als Modell für die Moleküle in Flüssigkristallen oder für die Teilchen in granularer Materie.

## Formeln
Das Volumen {\displaystyle V} einer Kapsel errechnet sich aus der Addition des Volumens einer Kugel mit Radius {\displaystyle r} (das die beiden Halbkugeln ausmacht) zum Volumen des zylindrischen Teils. Daher gilt, wenn der Zylinder die Höhe {\displaystyle h} hat,
{\displaystyle V={\frac {4}{3}}\pi r^{3}+(\pi r^{2}h)=\pi r^{2}\left({\frac {4}{3}}r+h\right)}.
Die Oberfläche {\displaystyle A} einer Kapsel mit Radius {\displaystyle r}, deren Zylinderteil die Höhe {\displaystyle h} hat, ist 
{\displaystyle A=4\pi r^{2}+2\pi rh=2\pi r(2r+h)}.

## Verallgemeinerung
Eine Kapsel kann äquivalent als Minkowski-Summe einer Kugel mit Radius {\displaystyle r} mit einer Strecke der Länge 𝑎 beschrieben werden. Durch diese Beschreibung können Kapseln direkt als Minkowski-Summen einer Kugel mit einem Polyeder verallgemeinert werden. Die resultierende Figur wird Sphäropolyeder genannt.

## Ähnliche Figuren
Eine Kapsel ist die dreidimensionale Figur, die erhalten wird, indem das zweidimensionale Stadium um die Symmetrielinie gedreht wird, die die Halbkreise halbiert.